# Бернат, Энрике
Энри́ке Берна́т (кат. Enric Bernat; 20 октября 1923, Барселона — 27 декабря 2003, Барселона) — основатель испанской компании Chupa Chups.

## Биография
Энрике Бернат начал работать в кондитерском магазине своих родителей. В начале 1950-х годов он переехал в северную Испанию. Там Энрике работал в компании Granja Asturias, которая выпускала яблочный джем. В 1958 году Энрике Бернат принял компанию и переименовал её в Chupa Chups.
В 1991 году Энрике передал формальный контроль над Chupa Chups своему сыну Хавьеру. В 1994 году была основана дочерняя компания Smint.
Энрике Бернат умер 27 декабря 2003 года у себя в доме в Барселоне.